# Nina Willburger

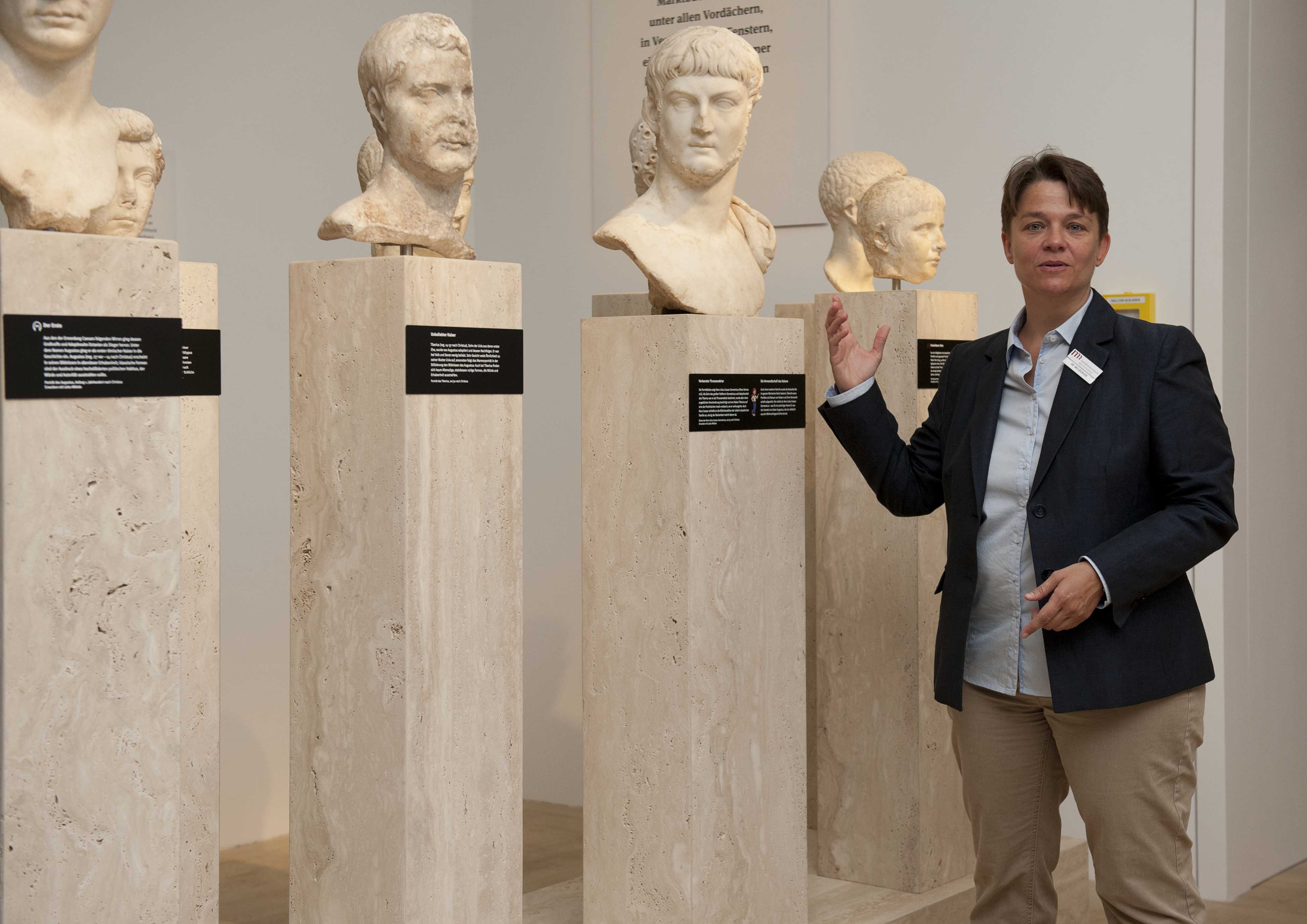
Nina Willburger (a sinistra della vetrina) durante una visita alla sezione delle Antichità del Landesmuseum Wurttemberg di Stoccarda.

Nina Willburger (1973) è un'archeologa tedesca.

## Biografia
Nina Willburger si è laureata all'Università di Jena nel 2002 con una tesi sulle pitture romane della città di Augusta (Die römische Wandmalerei in Augsburg). In seguito, è stata impiegata presso il Limesmuseum di Aalen, prima di divenire capo della sezione di Archeologia classica e delle province romane al Landesmuseum Württemberg di Stoccarda.. Qui è responsabile delle sezioni esposte del periodo dell'Antichità, come pure del Lapidario romano. Inoltre, è stata responsabile per le esposizioni temporanee quali "Ein Traum von Rom" ("Il sogno di Roma") del 2014; è stata infine determinante nella riorganizzazione della collezione di Antichità della collezione permanente del museo.
Willburger è membro del Consiglio della Società Archeologica di Württemberg e Hohenzollern.

## Pubblicazioni
- con Martin Kemkes e Jörg Scheuerbrandt: Am Rande des Imperiums. Der Limes – Grenze Roms zu den Barbaren. (= Württembergisches Landesmuseum (Stuttgart). Archäologische Sammlungen: Führer und Bestandskataloge. Band 7), Württembergische Landesmuseum, Stuttgart 2002, ISBN 3-929055-57-0.
- Die römische Wandmalerei in Augsburg. (=  Augsburger Beiträge zur Archäologie. Band 4), Wißner, Augsburg 2004, ISBN 3-89639-441-X.
- con Martin Kemkes: Der Soldat und die Götter. Römische Religion am Limes. (=  Schriften des Limesmuseums Aalen. Nummer 56), Theiss, Stuttgart 2004, ISBN 3-8062-1824-2.
- Wahre Schätze – Antike. (= Wahre Schätze. Band 1), Jan Thorbecke Verlag, Ostfildern 2016, ISBN 978-3-7995-1140-7.
- con Christiane Herb: Glas. Von den Anfängen bis ins frühe Mittelalter. Theiss, Darmstadt 2016, ISBN 978-3-8062-2858-8.